# 劇場版ポケットモンスター 結晶塔の帝王 ENTEI・ピチューとピカチュウ ミュージックコレクション
『劇場版ポケットモンスター 結晶塔の帝王 ENTEI・ピチューとピカチュウ ミュージックコレクション』は、劇場版『ポケットモンスター 結晶塔の帝王 ENTEI』、『ピチューとピカチュウ』のサウンドトラック。2000年7月8日に通常盤が、2000年12月1日にプレミアム盤がメディアファクトリーから発売された。なおプレミアム盤は、同作品の公開時に劇場で先行発売された。

## 概要
- 劇場版『ポケットモンスター 結晶塔の帝王 ENTEI』と『ピチューとピカチュウ』のサウンドトラック。
- CDジャケットには、サトシ、ピカチュウ、エンテイ、ピチュー、アンノーン、ミー・スノードンが描かれている。
- プレミアム盤は、CDがオリジナル缶ケースに同梱されている。
- 音楽は、宮崎慎二、たなかひろかずが担当している。

## 収録曲
1. ファンファーレ
作曲・編曲：MONKY、たなかひろかず
2. ピチュピカ♪スウィング
歌：ネオ★ポケッツ
作詞：戸田昭吾 / 作曲：たなかひろかず / 編曲：ブラックボトムブラスバンド、たなかひろかず
劇場版『ピチューとピカチュウ』オープニングテーマ
3. ひみつ基地のテーマ
作曲：たなかひろかず / 編曲：ブラックボトムブラスバンド、たなかひろかず
4. ともだち記念日
歌:酒井法子&竹中直人
作詞：戸田昭吾 / 作曲・編曲：たなかひろかず
5. OK! 2000
歌：松本梨香
作詞：戸田昭吾 / 作曲・編曲：たなかひろかず
劇場版『ポケットモンスター 結晶塔の帝王 ENTEI』オープニングテーマ
6. アンノーンのテーマ
作曲：宮崎慎二
7. エンテイのテーマ
作曲：宮崎慎二
8. ミーのテーマ〜美しき街
作曲：宮崎慎二
9. 虹がうまれた日
歌：森公美子
作詞：戸田昭吾 / 作曲：たなかひろかず / 編曲：鳥山雄司
劇場版『ポケットモンスター 結晶塔の帝王 ENTEI』エンディングテーマ
10. ピチュピカ♪スウィング（オリジナルカラオケ）
11. ともだち記念日（オリジナルカラオケ）
12. 虹がうまれた日（オリジナルカラオケ）